# ウェールズ料理の一覧
ウェールズ料理（ウェールズりょうり）は一般的にその簡素さと関係している 。イギリスの他の地域と異なり、「ウェールズの食べ物など無い」と多くの人に信じられ、ウェールズは強い食の独自性があると考えられていない。ウェールズの料理はイングランド料理と様式が類似していると考えられる。ウェールズ料理の記録はほとんどなく、レシピを家庭で持つすることはなく、家庭の女性の間で口頭で伝えられた。ウェールズのレシピを書く技能と意向があった上流階級は、イギリス式を受け入れて伝統的なウェールズ料理を家の食事としなかった。記録が乏しいにもかかわらず、伝統的なウェールズ料理は存在する。これは小作農民の日々の食事が発祥であり、食事が上流階級の台所で始まり貧困層に広まった他の文化と異なる。

## ウェールズの料理
| 名前                                    | 画像     | 説明 |
| --------------------------------------- | -------- | --- |
| バラブリス                              |          | バラブリスは、ウェールズの農村が発祥のフルーツローフで、乳鉢と乳棒で甘い香辛料をすり潰す。歴史的に酵母とバターを加えて作るが、近年はベーキングパウダーとマーガリンで作ることが多い。含まれる果物は干しレーズン、カラントおよび果物の皮の砂糖漬けであり、これらは調理の前に冷ました紅茶に浸す。通常、アフタヌーンティーで薄切りにしてバターを添えて供され、ウェールズのティーブレッドとして知られる。バラブリスの意味は「まだらのパン」であるが、南ウェールズではteisen dorthと呼ばれてレシピにはサルタナが加わり、アルゼンチンのウェールズ移民はtorta negraと呼ぶ。 |
| カウル                                  |          | カウルは英語の「cowl」と同じ発音であり、ウェールズの国民的料理とされる。起源は11世紀にまで戻り、当初は簡素な肉（ほとんどがベーコン）と野菜のスープで、家族が農場で働く間に1日かけてじっくり料理した。これは数日間で段階を追って作ることができ、最初は肉のストック（煮出し汁）をつくり、続いて野菜を加える。出来上がると脂が鍋の表面に抜け、それから最初はスープ、次はシチューと2つの別の料理として供することができた。残りには新鮮な野菜を上に加えて、1週間のコースとすることもできた。18世紀と19世紀の間に、出汁に使う肉の量は最小となり、替わりにジャガイモでかさ増しした。現在、カウルは牛肉でなく羊肉を入れることが多く、オートミールのダンプリングまたはtrolliesという干ブドウ入りダンプリング入りで供される。伝統的にカウルは「特別な彫刻入り木製スプーン」で木製椀で食べる。 |
| ザルガイ                                | 画像なし | ウェールズで人気で、様々な調理法があるが通常は蒸し料理で供される。 |
| Crempog                                 |          | - バターミルク、エンバク、ドライフルーツで作る密度の高いパンケーキである。 - 様々な種類がある：Crempog furum（酵母を加える）、Crempog wen（小麦粉を加える）またはCrempog surgeirch（オートミールで作る） - このパンは 「the plane」またはleicecsと呼ばれる調理器具の上で作る。 |
| ファゴット                              |          | 羊肉または豚レバー、タマネギ、穀物のつなぎで作るウェールズのミートボール |
| グラモーガンソーセージ                  |          | グラモーガンソーセージはウェールズのベジタリアンソーセージである。肉や皮を含まず、通常ケアフィリチーズ、ときにはチェダーチーズにリーキまたは春タマネギを加えて作る。この混ぜたものをパン粉でくるんでソーセージの形に丸めて調理する。 |
| レイヴァーブレッド                      |          | レイヴァーブレッドまたはBara Lawrは、ウェールズの特産品である。海藻のPorphyra umbilicalisを、レイヴァーとして知られるピュレ状になるまで10時間以上かけてゆっくり調理する。この海藻はオートミールと共に調理してレイヴァーブレッドを作ることができる。ベーコンとザルガイを添えて朝食に、または小さなパティにして揚げて供した。現在、レイヴァーブレッドは水洗いし5時間調理して切ってから塩を加えて容器詰めして商業生産される。 |
| リーキスープ                            | 画像なし | （ウェールズ語：Cawl CenninまたはCawl Mamgu（「おばちゃんのスープ」の意味））。 |
| ロブスカウス                            | 画像なし | ホリーヘッドとアングルシー島で人気のシチュー - Deviant of Cawl - 食事の残りを使う。 |
| Pottage                                 | 画像なし | - 当初は肉、野菜および穀物と水を鍋にかけたもので、 中世に穀物（例えばポリッジ）で全体を作るものに変わった。リーキおよびタマネギで風味づけする。 |
| ローストラム・レイヴァーソース添え (en) | 画像なし | 説明なし |
| シェパーズパイ                          |          | マッシュポテトで作る羊肉のパイの一種で、ウェールズに関連するとされることが多い。 |
| Tatws Pum Munud                         |          | （「5分ジャガイモ」の意味）伝統的なウェールズのシチューで、ジャガイモ、野菜およびベーコンで作り、ストーブの上で調理する。 |
| Tatws Popty                             |          | （「オーブンジャガイモ」の意味）伝統的なウェールズのキャセロール料理で、ジャガイモ、野菜および大きく切った肉で作り、オーブンで調理する。 |
| Teisennau Tatws                         | 画像なし | （「ジャガイモケーキ」の意味）ジャガイモ料理で、付け合わせとして供される - 夕食のメインとなることはない。 |
| ウェルシュケーキ                        |          | ウェルシュケーキまたはpice ar y maen（「石の上のケーキ」の意味）は小さく丸い香辛料がきいたケーキであり、伝統的にベイクストーンで、近年はグリドルで調理する。出来上がると、温かいまま、または冷まして、そのままでまたは砂糖やバターをまぶして供される。レーズン、サルタナ、あるいはカラントを混ぜた生地はショートブレッドに似ている、つまりグリドルで調理するとビスケットほどの密度があり、オーブンで調理すると若干ケーキのようになる。 |
| ウェルシュ・ラビット                    |          | ウェールズの焼きチーズの嗜好が、トーストしたパンに味付けしとろけたチーズを盛り付けたウェルシュ・ラビット、またはウェルシュ・レアビットをもたらした。チーズはチェダーチーズや類するハードタイプである必要がある。1725年にもウェルシュ・ラビットと呼ばれ、ウェールズ語のcows pobiと同様の名前ではなかった。ウェールズの民族は、地主がウサギ狩りを許可せず高価なためウサギを食べることはほとんどないため、この名前はウェールズを中傷するものであった。名前はラビットからレアビットに変化したが、ウェールズ料理から中傷を取り除くため、または単純な言葉の再説明でメニューを楽しくするためと考えられる。 |